# ワルデレ
「ワルデレ」（Waldere）あるいは「ワルドヘレ」（Waldhere）は、失われた古英語の叙事詩の2葉の断章につけられた統一標題である。これは1860年にコペンハーゲンにあるデンマーク王立図書館の司書E.C.Werlauff によって発見され、現在も収蔵されている。羊皮紙のページがエリザベス時代の祈祷書の補強材として再利用され、おそらく16世紀にイングランドで起きた修道院破壊の際にヨーロッパ大陸へ伝来したと考えられる。

## 概要
発見されたのは、長大な作品の一部だった。残された詩は2つに分かれ、分かれた2葉それぞれ1枚ずつに書かれたものであり、通常「断片I」と「断片II」と呼ばれる。おおよそ1000年ごろのものと考えられる 。この詩が書かれた日付は不明であるが、「ワルデレ」はジョージ・スティーヴンスによって初めて編集された（1860年、コペンハーゲン）。その後、R.ヴルカラ（R. Wülker）が  Bibliothek der angel-sächsischen Poesie （第一巻1881年カッセル）に編集し、その後ピーター・ホールサウゼン（Peter Holthausen）が Göteborgs högskolas årsskrift（第五巻、1899年）に、保存された2葉をオートタイプ法で作成した複製と共に編集した。「ワルデレ」の最初の主な翻訳は、1933年のフレデリック・ノーマン（Frederick Norman）によるもので、次の翻訳は1979年にアルネ・セッテルステーン（Arne Zettersten）によるものだったが、いずれにも解説が付けられていた。2009年にはジョナサン・B・ハイムズ（Jonathan B. Himes）による校訂版が出版された。
これらの断片は、英雄アキテーヌのワルテルにまつわる冒険を主題にしているため、叙事詩に位置づけられる。この伝説はザンクト・ガレン修道院の修道僧エッケハルトによる10世紀前半に遡るラテン語の叙事詩「ワルタリウス」や、13世紀前半ごろのバイエルン語の詩の断片、そして13前半に記録された『シドレクス・サガ』の2つのエピソードなど他のテキストでも知られる。「ワルデレ」の枝葉的な事柄は、中高ドイツ語の詩の中にも現れる。この物語のポーランド語版もまた存在し、最も初期の形のものは、13ないし14世紀に記録された "Chronicon Boguphali Episcopi" である。
『ワルデレ』はアングロ・サクソンの人々にアキテーヌのワルテルの伝説についての知識があったという唯一の証拠である。この伝説は中世には大変よく知られた物語だった。その物語は、恋に落ちたワルデレ（ヴァルター、Walter）とヒルデギス（Hildegyth）が、人質として捕らわれていたアッティラの王宮から宝を盗むというものである。ワルデレとヒルデギスはブルグント族の王グースヘレ（Guthhere）とハゲナ（Hagena）後を追われる。彼らの狙いはワルデレとヒルデギスの持つ財宝だった。この詩は双方の間で起ころうとしている対立について描いている。
一枚目の断片では誰かがワルデレに戦いを続けるように鼓舞する。もう一枚の断片には剣への賞賛と、続いてワルデレが自身の鎧を賞賛が続き、そして彼はグースヘレに抵抗する。断片に描かれるこのせりふは、エッケハルトのテキストで該当する部分には見られない。これは「ワルデレ」と「ワルタリウス」がおなじみの原資料から別個に翻訳されたことを示唆している。
最初のせりふは、来たるべき戦いに臨むワルデレにやる気を起こさせようとするヒルデギスによるもので、ポール・カビル（Paul Cavill）は、このせりふの中でヒルデギスがワルデレを4つの方法、すなわちワルデレの偉大なる剣で著名な鍛冶師ウェーランドに作られたミミング（Mimming）を褒め讃え、戦士の浴すことのできるただ2つのものが栄光か死であるとし、ワルデレの評判の高さのみならず、全ての善き行いが詳細に物語られるであろうこと、ワルデレに引きつけられた責任がグースヘレにこそあるのは疑いようのないことだとして、奮い立たせようとしているとする。
２つ目の断片はおもにワルデレが大胆不敵にもグースヘレに向って自分の鎧を両肩からはぎ取ってみろと嘲り、挑発する場面で成り立つ。この断片の終わりでは、ワルデレが戦いの結果を神の手に委ねている（Cavill）。
ヴァルターの物語では、この戦いに加わった者全てが痛手を被るが、最終的には双方の平和的な和解で終わり、ワルデレとヒルデギスは戦いの地を去って結婚する。この結末は現存するワルデレの断片の中には見られない。

## 関連文献
翻訳
- 唐澤一友 著『アングロ・サクソン文学史：韻文編』、東信社、2004年。
- 『ヴァルターの歌 - 中世ラテン語叙事詩』、朝日出版社、1999年。